# Чарков, Николай Фадеевич
Николай Фадеевич Чарков (26 апреля 1953 года, Абакан, СССР) — российский художник-живописец, общественный деятель. Член Союза художников России (1993).

## Биография
Родился в Абакане в рабочей семье Фадея Илларионовича и Лидии Николаевны Чарковых. В ученические годы занимался рисованием в первом наборе (1965) городской художественной школы. В 1972 году окончил Фрунзенское художественное училище. Работал в художественно-производственной мастерской Абаканского отделения Красноярского художественного фонда. Большое влияние на него оказали известные художники Хакасии Владимир Тодыков и Григорий Серебряков.

На этюдах

Неоднократный участник всесоюзных, всероссийских и республиканских художественных выставок. По мнению искусствоведа Ирины Кидиековой главной темой художника является «хакасская степь, её разнообразие и историчность». В 1993 году был принят в Союз художников России. Заслуженный художник России, действительный член Российской Академии художеств Александр Клюев считает, что Николай Чарков «предан своему творчеству, своим национальным корням, в его пейзажах есть красота природы родного края, в них чувствуется трепет и душевная щедрость художника…» .
Занимается общественной деятельностью; по его инициативе в Абакане открыт памятник выдающемуся хакасскому учёному Н. Ф. Катанову. Награждён медалью имени Н. Ф. Катанова (2013). Избран почетным членом (академиком) Туркестанской организации Академии художеств Казахстана (2022) .
Живёт в Абакане.